# Gephyromantis ceratophrys
A Gephyromantis ceratophrys   a kétéltűek (Amphibia) osztályába és  a békák (Anura) rendjébe aranybékafélék (Mantellidae) családjába tartozó faj. A fajra korábban a Gephyromantis asper szinonimájaként tekintettek, ahová Guibé sorolta be.

## Előfordulása
Madagaszkár endemikus faja. A sziget délkeleti részén, a Ranomafana Nemzeti Parkban, 1200 m-es tengerszint feletti magasságban honos.

## Természetvédelmi helyzete
A vörös lista nem tartja nyilván. A korábbi besorolásának megfelelő Gephyromantis asper a nem fenyegetett kategóriában van nyilvántartva.